# Funció de Källén
La funció de Källén, també coneguda com a funció triangle, és una funció polinòmica de tres variables, que apareix en geometria i en física de partícules (on a voltes es denotada pel símbol {\displaystyle \lambda }). Rep el seu nom del físic teòric Gunnar Källén que la va introduir al seu llibre de text Elementary Particle Physics.

## Definició i aplicacions
La funció ve donada per un polinomi quadràtic de tres variables
{\displaystyle \lambda (x,y,z)\equiv x^{2}+y^{2}+z^{2}-2xy-2yz-2zx.}
En geometria, la funció descriu l'àrea {\displaystyle A} d'un triangle amb costats de longituds: {\displaystyle a,b,c}
{\displaystyle A={\frac {1}{4}}{\sqrt {-\lambda (a^{2},b^{2},c^{2})}}.}
Vegeu també la fórmula d'Heró.
La funció apareix naturalment en expressions de cinemàtica de partícules relativistes, p. ex. per a expressar, al sistema del centre de masses, l'energia i les components de la quantitat de moviment utilitzant les variables de Mandelstam. En aquests casos, el factor λ1/2(s,m12,m22) apareix sovint en integracions de l'espai de fase d'un sistema de 2 partícules de masses m1, m2, i massa invariant total √s.

## Propietats
La funció és (evidentment) simètrica en cas de permutacions dels seus arguments, i també és independent d'un canvi global del signe dels seus paràmetres:
{\displaystyle \lambda (-x,-y,-z)=\lambda (x,y,z).}
Si {\displaystyle y,z>0}, el polinomi factoritza en dos termes
{\displaystyle \lambda (x,y,z)=(x-({\sqrt {y}}+{\sqrt {z}})^{2})(x-({\sqrt {y}}-{\sqrt {z}})^{2}).}
Si {\displaystyle x,y,z>0}, el polinomi factoritza en quatre termes
{\displaystyle \lambda (x,y,z)=-({\sqrt {x}}+{\sqrt {y}}+{\sqrt {z}})(-{\sqrt {x}}+{\sqrt {y}}+{\sqrt {z}})({\sqrt {x}}-{\sqrt {y}}+{\sqrt {z}})({\sqrt {x}}+{\sqrt {y}}-{\sqrt {z}}).}
La seva expressió més condensada és
{\displaystyle \lambda (x,y,z)=(x-y-z)^{2}-4yz.}